# 威廉·亨利·豪威爾

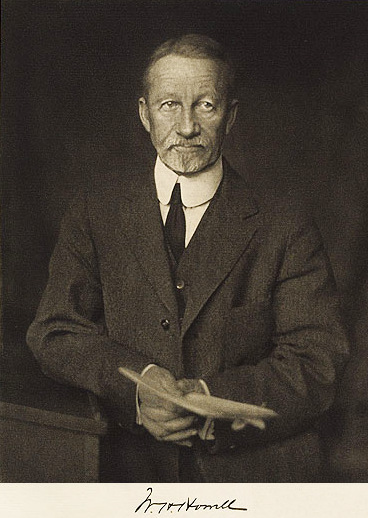
威廉·亨利·豪威爾

威廉·亨利·豪威爾（英語：William Henry Howell；1860年2月20日—1945年2月6日），美國生理學家、醫師、法學博士（LL.D.）、自然科學博士，為第一位使用肝素作為抗凝血劑的人。
豪威爾生於美國馬里蘭州巴爾的摩，1878年在巴爾的摩市立學院高中畢業，之後進入約翰·霍普金斯大學並於1881年取得學位。在1893年回到該校升任教授前，他曾先後任教於密西根大學與哈佛大學。1899年到1901年間，他更擔任約翰·霍普金斯大學醫學院院長。
豪威爾的期刊論文見諸於倫敦生理學期刊、皇家學會報告、約翰·霍普金斯生物學研究、型態學期刊、實驗醫學雜誌。他在1898年後擔任美國生理學期刊的副主編，1905年與1913（第五版）的生理學課本均由他所撰寫。
肝素的單位也被稱為豪威爾單位（可在攝氏0度下維持1毫升的貓血24小時不凝固，約為0.002毫克），但並不清楚制訂的過程是否與豪威爾本人有關。

## 外部連結
- 互联网档案馆中威廉·亨利·豪威爾的作品或与之相关的作品
- 威廉·亨利·豪威爾收錄於維基文庫中的作品
- National Academy of Sciences Biographical Memoir （页面存档备份，存于）